# Ваврищук Вадим Петрович
Вади́м Петро́вич Ваврищу́к (народився 15 червня 1974) — капітан Збройних сил України.

## Короткий життєпис
Закінчив Луцьку гімназію № 4, Національну академію Державної прикордонної служби України імені Богдана Хмельницького. Служив начальником прикордонної застави. З армії мусив піти.
В часі війни зголосився добровольцем 3 березня 2014-го, проте призвали в середині літа, 80-та аеромобільна бригада. 16 грудня зайшли в селище Піски, жити доводилося у підвалах. Брав участь у обороні Донецького аеропорту, де перебував 21 день — з 23 грудня 2014-го, діставалися з приниженням через блокпост терористів. Комендант диспетчерської вежі Донецького аеропорту, в кінці грудня відбили атаку, з трьох десятків терористів живими вернулися 3. З 1 на 2 січня відбили ще один потужний наступ. 13 січня 2015-го в бою контужений, лікувався у Луцькому військовому госпіталі.
На виборах до Волинської обласної ради 2015 року балотувався від Блоку Петра Порошенка «Солідарність». На час виборів проживав у Луцьку, був командиром десантного взводу військової частини ПП2250.

## Нагороди
За особисту мужність і високий професіоналізм, виявлені у захисті державного суверенітету та територіальної цілісності України, вірність військовій присязі, відзначений — нагороджений
- орденом Данила Галицького (31.7.2015)